# 岬友美
岬 友美（みさき ともみ、6月21日 - ）は、日本の女性声優。主にアダルトゲームに声をあてている。

## 出演
太字はメインキャラクター。

### アダルトアニメ
- 母娘乱館 THE ANIMATION「琴音の章」（2013年、神代琴音[1]）

### アダルトゲーム
2002年
- 隷嬢キャスター2
- "Hello, world."（久我山若佳菜）
- 淫内感染 深夜に響くポン・ちん・カン（飯村真奈美）
- ヤミと帽子と本の旅人（知美）

2003年
- 黒の図書館（高尾優美）
- 特命教師瞳 DVDフルボイス（霧咲蓮）
- 星空☆ぷらねっと 〜夢箱〜（ディネイ）
- 落ち葉の舞う頃（比良坂鈴鹿）
- 罪囚 -The SiN-（沖津凪）
- サンダークラップス!（フレア）
- Crescendo〜永遠だと思っていたあの頃〜 -Full Voice Version-（芦原杏子）
- 妹☆妹〜Sweet Gemini〜（リオ）
- パティシエなにゃんこ（秋月みちる）

2004年
- あねいも 〜アイとHのステップアップ〜（遠野真奈美）
- HUE CLASSICS（一ノ瀬真希）
- KI-Z-Sedu 復刻版（及川美奈子、佐々木恵子）
- ハードラヴ（岡山美佳）

2005年
- きると（エナ）
- 黒の歌姫（ラトゥカ・フィル・コーダー）
- はぴねす!（2005年 - 2006年、小日向音羽、ビサイム）- 2作品
- 狂い咲きヴァージンロード（伊吹渚）
- 揺れるバスガイド 〜おっぱいがいっぱい〜（クリスティナ・ポマク）

2006年
- 抜け忍 捕獲、そして調教へ…（睡蓮）

2007年
- Aster（小田巻小鳥）
- あねいも2 〜Second Stage〜（平沢和美、小野寺美和）
  - あねいも2 H's 〜もっとHにステップUP!〜（2008年、平沢和美、小野寺美和）

2008年
- FORTUNE ARTERIAL（シスター天池）
- 熱帯低気圧少女（晴瑠夜天音）

2009年
- ボクの手の中の楽園（ヴァーリア・クーニッツ）
- 桜吹雪 〜千年の恋をしました〜（宮乃紫苑）
- 花鳥風月 〜恋ニヲチタル花園ノ姫〜（宮乃紫苑）
- &LOVE（緑芽波耶）
- コミュ - 黒い竜と優しい王国 -（高遠奈々世）

2010年
- お嫁さん候補があらわれた! コマンドは?（桐生美琴）

2011年
- ダイヤミック・デイズ（由槻舞花）
- あっぱれ!天下御免（2011年 - 2012年、眠利シオン）- 2作品

2012年
- 母娘乱館（神代琴音）
- ふたあねHs〜若葉とあやめのLOVEエロ物語〜（二条出雲）
- 神がかりクロスハート!（汐崎瑞葉）
- あねいもNeo 〜Second Sisters〜（藤堂高美）
  - あねいもNeo+ 〜Second Sisters〜（2013年、藤堂高美）

2013年
- わがままミルク DE してあげる 〜エッチなお姉さんたちとのドピュドピュのホームシェア生活〜（水ノ杜雫）

2014年
- はにつま（矢矧凛）

2018年
- ままはは2（藤波真理香）

2019年
- 母爛漫（山中咲季）

### ソーシャルゲーム
- 超昂大戦 エスカレーションヒロインズ（2023年、神騎コトネーゼ / 神代琴音[15]）

### 一般向ゲーム
- パティシエなにゃんこ〜初恋はいちご味〜（2004年、秋月みちる）

### ドラマCD
- 「ブッチャケ! ハローワールド」ドラマティックCD（2003年、久我山 若佳菜[16]）

## ディスコグラフィ

### キャラクターソング
| 発売日         | 商品名                                      | 歌                 | 楽曲        | 備考                       |
| -------------- | ------------------------------------------- | ------------------ | ----------- | -------------------------- |
| 2005年10月28日 | 黒の歌姫 Vocal Collection -Actress Edition- | ラトゥカ（岬友美） | 「Passion」 | PCゲーム『黒の歌姫』関連曲 |

### シリーズ一覧
1. ↑  本編（2005年）、『はぴねす! りらっくす』（2006年）
2. ↑  本編（2011年）、「［祭］」（2012年）